# Viktoria Schubert
Viktoria Schubert, auch Victoria, Vicky oder Vicki, (* 16. Oktober 1962 in Wien) ist eine österreichische Schauspielerin und Theaterregisseurin.

## Leben
Viktoria Schubert studierte von 1981 bis 1984 Psychologie an der Universität Wien, von 1984 bis 1987 besuchte sie am Wiener Volkstheater das Seminar für Schauspielpädagogik. Anschließend zählte sie bis 1999 zum Ensemble des Volkstheaters, wo sie 1989 mit dem Karl-Skraup-Preis als beste Nachwuchsschauspielerin ausgezeichnet wurde und im Seminar für Schauspielpädagogik selbst unterrichtete. Von 1997 bis 2000 hatte sie Gastrollen am Theater in der Josefstadt.
Im ORF war sie unter anderem von 1994 bis 1998 in der Fernsehserie Tohuwabohu zu sehen, von 2000 bis 2008 verkörperte sie im Trautmann die Rolle der Frau Horak, von 2005 bis 2010 spielte sie in Vier Frauen und ein Todesfall die Isolde Kupfner.
Seit 1994 arbeitet sie auch als freie Regisseurin und inszenierte seitdem hauptsächlich Komödien, Musicals und Kabarettprogramme, am Wiener Volkstheater unter anderem die Nestroy-Posse Der Färber und sein Zwillingsbruder, Roses Geheimnis von Neil Simon, Ausser Kontrolle von Ray Cooney und Mondlicht und Magnolien von Ron Hutchinson. Am Wiener Metropol führte sie beim Musical Der Hofnarr und bei Charleys Tante Regie, am Stadttheater Klagenfurt inszenierte sie die Komödie im Dunkeln von Peter Shaffer sowie Das (perfekte) Desaster Dinner von Marc Camoletti in einer Bearbeitung von Michael Niavarani. Am von Niavarani gegründeten Globe Wien führte sie 2014 in Die unglaubliche Tragödie von Richard III. Regie. Im Herbst 2017 inszenierte sie das Stück Der Gott des Gemetzels am Stadttheater Berndorf.
Am Filmhof Weinviertel in Asparn an der Zaya setzte sie 2017 das Stück California Suite von Neil Simon in Szenze, in dem sie neben Eva Maria Marold, Stephan Koch und Michael Rosenberg auch eine der Hauptrollen übernahm. 2018 führte sie dort bei Bezahlt wird nicht! von Dario Fo Regie. 2019 inszenierte sie im Rahmen des Laxenburger Kultursommers unter Intendant Adi Hirschal das Stück Traumschiff – Alles läuft schief von Christian Deix und Olivier Lendl, 2020 am Waldviertler Hoftheater das Stück Die Niere von Stefan Vögel mit Doris Hindinger, Alexander Jagsch, Martin Leutgeb und Christina Sprenger. Bei den Berndorfer Festspielen feierte sie mit ihrer Inszenierung des Stückes Ladys Night von Stephen Sinclair und Anthony McCarten im August 2021 Premiere.
Am Wiener Lustspielhaus von Adi Hirschal inszenierte sie 2022 Tartuffe oder Ich glaub' was ich will!!! von Franzobel frei nach Molières Tartuffe. 2024 setze sie die Uraufführung von Wolf – Das Mystical über den heiligen Wolfgang auf der Salzkammergut-Seebühne in Szene. Das Libretto schrieb Franzobel, Gerd Hermann Ortler die Musik. Schubert wirkte auch als Co-Autorin an den Texten der Lieder mit.
Im Musical I Am from Austria am Wiener Raimundtheater spielte sie als Walk-in Cover für Erstbesetzung Dolores Schmidinger die Rolle der Elfie Schratt.

## Filmografie (Auswahl)

### Als Schauspielerin
- 1990: Requiem für Dominik
- 1994: Eine Dicke mit Taille
- 1994–1998: Tohuwabohu
- 1997: Lieber reich und glücklich
- 2000: Zwei Frauen, ein Mann und ein Baby
- 2000–2008: Trautmann
- 2001: MA 2412 – Gemüse im Netz
- 2001: Dolce Vita & Co – Die Unbestechlichen
- 2001: Schlosshotel Orth (zwei Episoden)
- 2002: Julia – Eine ungewöhnliche Frau – Heimkehrer
- 2004: Kommissar Rex – Ein Toter und ein Baby
- 2004: Dorfers Donnerstalk
- 2004: Der Bauer als Millionär
- 2005–2010: Vier Frauen und ein Todesfall
- 2008: Die Slupetzkis – Urlaub in Balkonien
- 2008: Die Slupetzkis – Urlaub wider Willen
- 2008: Der Winzerkönig – Der Anschlag
- 2012: Schnell ermittelt – Wilma Wabe
- 2015: Vorstadtweiber (eine Episode)

### Als Regisseurin
- 2016: Die unglaubliche Tragödie von Richard III.

## Auszeichnungen
- 2021: Niederösterreichischer Kulturpreis – Würdigungspreis in der Kategorie Darstellende Kunst[16]